# Horace Gould
Horace Gould il cui vero nome è Horace Harry Twigg (Clifton, 20 settembre 1918 – Southmead, 4 novembre 1968) è stato un pilota di Formula 1 britannico.